# Heinz Hoffmann (Ingenieur)
Heinz J. Hoffmann (* 27. Juni 1923 in Schifferstadt; † 30. Januar 1999 in Sarasota FL) war ein deutsch-amerikanischer Mediziner, Pädagoge und Ingenieur, Mitglied des Apollo-Projekt-Teams und Wertanalyse-Spezialist.

## Leben
Der Sohn des Leiters der Schifferstadter Gemeindesparkasse
Theobald Hoffmann („Dewald“) erwarb sein Abitur und wurde zu Arbeits- und Militärdienst einberufen. Nach Kriegsende konnte er sein Medizinstudium an der Universität Mainz beginnen, um dieses ab 1949 in den USA fortzusetzen, wo er zusätzlich ein Ingenieurstudium anschloss. Bei Reeves Instrument Corporation auf Long Island war er zunächst als Konstrukteur eingestellt und gleichzeitig für die Mitarbeit im Apollo-Weltraumprogramm verpflichtet; später wurde er zum technischen Vorstand des Unternehmens berufen. Als Mitglied der Republikaner war er auch politisch aktiv.
Im Alter von 45 Jahren studierte und promovierte Hoffmann in Erziehungswissenschaften und erhielt anschließend einen Lehrstuhl an der privaten Sarasota-Universität. Seine amerikanischen Erfahrungen in der Wertanalyse und der Kreativität lehrte er nicht nur an der Universität, sondern machte diese auch der deutschen Industrie bereits in den 1970er Jahren zugänglich. Er war 15 Jahre Berater des VDI-Arbeitskreises „Value Management“.

## Veröffentlichungen in deutscher Sprache
- Wertanalyse:
  - Wertanalyse. Ein Weg zur Erschließung neuer Rationalisierungsquellen. 2. durchges. und erg. Aufl. Erich Schmidt Verlag GmbH, Berlin 1983, ISBN 3-503-02334-8. (1. Aufl. 1979.)
  - Wertanalyse. Die Antwort auf KAIZEN. Durchges. und überarb. Aufl. Wirtschaftsverlag Langen-Mueller/Herbig in F.A.Herbig Verlagsbuchhandlung, München 1993. ISBN 3-7844-7303-2.
  - Wertanalyse; Die westliche Antwort auf Kaizen. Verlag Ullstein GmbH, Frankfurt/M.–Berlin 1994, ISBN 3-548-35408-4. (Lizenzausgabe.)
- Kreativität
  - Kreativitätstechniken für Manager; Verlag Moderne Industrie AG Zürich, Schweiz 1980
  - Kreativitätstechniken für Manager, 2. Auflage Verlag moderne Industrie AG & Co. Buchverlag Landsberg 1987
  - Kreativität die Herausforderung an Geist und Kompetenz, printul Verlagsgesellschaft mbH München 1996, ISBN 3-925575-26-X
- Vitamin
  - Beisel / Hoffmann Der Vitamin Report, Gesundheit, Fitness, Vitalität, Printul Verlagsgesellschaft mbh München 1987, ISBN 3-925575-08-1
- Politik
  - Beneidet und gefürchtet, Die Deutschen aus der Sicht der anderen, Universitas Verlag in F.A.Herbig Verlagsbuchhandlung GmbH München 1992